# Annamay Pierse
Annamay Pierse (Toronto (Ontario), 5 december 1983) is een voormalige Canadese zwemster. Ze vertegenwoordigde haar vaderland op de Olympische Zomerspelen 2008 in Peking.

## Carrière
Bij haar internationale debuut, op de Gemenebestspelen 2002 in Manchester, strandde Pierse in de halve finales van de 50 meter schoolslag en de series van de 100 en 200 meter schoolslag. Het duurde daarna vijf jaar voordat de Canadese terugkeerde op het internationale podium, tijdens de Pan-Amerikaanse Spelen 2007 in Rio de Janeiro. Bij haar rentree sleepte Pierse de zilveren medaille in de wacht op zowel de 100 als de 200 meter schoolslag, samen met Elizabeth Wycliffe, Stephanie Horner en Chanelle Charron-Watson eindigde ze als tweede op de 4x100 meter wisselslag.
Op de Olympische Zomerspelen van 2008 in Peking eindigde de Canadese als zesde op de 200 meter schoolslag en werd ze uitgeschakeld in de halve finales van de 100 meter schoolslag. Op de 4x100 meter wisselslag eindigde ze samen met Julia Wilkinson, Audrey Lacroix en Erica Morningstar op de zevende plaats.

### 2009-2012
Op 14 maart 2009, tijdens de Canadese kortebaan kampioenschappen in Toronto, verbeterde Pierse het wereldrecord op de 200 meter schoolslag van de Australische Leisel Jones. Tijdens de wereldkampioenschappen zwemmen 2009 in de Italiaanse hoofdstad Rome veroverde de Canadese de zilveren medaille op de 200 meter schoolslag, nadat ze in de halve finale het wereldrecord had verbeterd. Op zowel de 50 als de 100 meter schoolslag eindigde ze op de vijfde plaats, samen met Julia Wilkinson, Audrey Lacroix en Victoria Poon eindigde ze als zesde op de 4x100 meter wisselslag.
In Irvine nam Pierse deel aan de Pan Pacific kampioenschappen zwemmen 2010, op dit toernooi sleepte ze de bronzen medaille in de wacht op de 200 meter schoolslag en eindigde ze als zesde op de 100 meter schoolslag. Op de 4x100 meter wisselslag eindigde ze samen met Julia Wilkinson, Katherine Savard en Victoria Poon op de vierde plaats. Op de Gemenebestspelen 2010 in Delhi eindigde de Canadese als vijfde op zowel de 100 als de 200 meter schoolslag en als zesde op de 50 meter schoolslag. Samen met Julia Wilkinson, Audrey Lacroix en Victoria Poon legde ze beslag op de bronzen medaille op de 4x100 meter wisselslag. Tijdens de wereldkampioenschappen kortebaanzwemmen 2010 in Dubai werd Pierse uitgeschakeld in de series van de 50, 100 en 200 meter schoolslag.
In Shanghai nam Pierse deel aan de wereldkampioenschappen zwemmen 2011, op dit toernooi eindigde ze als achtste op de 200 meter schoolslag.
Nadat ze zich niet wist te kwalificeren voor de Olympische Zomerspelen 2012 in Londen besloot Pierse te stoppen met de wedstrijdsport.

## Internationale toernooien
| Jaar | Olympische Spelen                                           | WK langebaan                                                                    | WK kortebaan                                               | PanPacs                                                     | Gemenebestspelen                                                                | Pan-Ams                                               |
| ---- | ----------------------------------------------------------- | ------------------------------------------------------------------------------- | ---------------------------------------------------------- | ----------------------------------------------------------- | ------------------------------------------------------------------------------- | ----------------------------------------------------- |
| 2002 |                                                             |                                                                                 | geen deelname                                              | geen deelname                                               | 13e 50m schoolslag 11e 100m schoolslag 11e 200m schoolslag                      |                                                       |
| 2003 |                                                             | geen deelname                                                                   |                                                            |                                                             |                                                                                 | geen deelname                                         |
| 2004 | geen deelname                                               |                                                                                 | geen deelname                                              |                                                             |                                                                                 |                                                       |
| 2005 |                                                             | geen deelname                                                                   |                                                            |                                                             |                                                                                 |                                                       |
| 2006 |                                                             |                                                                                 | geen deelname                                              | geen deelname                                               | geen deelname                                                                   |                                                       |
| 2007 |                                                             | geen deelname                                                                   |                                                            |                                                             |                                                                                 | 100m schoolslag · 200m schoolslag · 4x100m wisselslag |
| 2008 | 10e 100m schoolslag 6e 200m schoolslag 7e 4x100m wisselslag |                                                                                 | geen deelname                                              |                                                             |                                                                                 |                                                       |
| 2009 |                                                             | 5e 50m schoolslag · 5e 100m schoolslag · 200m schoolslag · 6e 4x100m wisselslag |                                                            |                                                             |                                                                                 |                                                       |
| 2010 |                                                             |                                                                                 | 23e 50m schoolslag 17e 100m schoolslag 16e 200m schoolslag | 6e 100m schoolslag · 200m schoolslag · 4e 4x100m wisselslag | 6e 50m schoolslag · 5e 100m schoolslag · 5e 200m schoolslag · 4x100m wisselslag |                                                       |
| 2011 |                                                             | 8e 200m schoolslag                                                              |                                                            |                                                             |                                                                                 | geen deelname                                         |

## Persoonlijke records
Bijgewerkt tot en met 8 augustus 2009
Kortebaan
| Afstand         | Tijd    | Datum           | Plaats |
| --------------- | ------- | --------------- | ------ |
| 50m schoolslag  | 30,12   | 6 augustus 2009 | Leeds  |
| 100m schoolslag | 1.04,28 | 8 augustus 2009 | Leeds  |
| 200m schoolslag | 2.16,83 | 7 augustus 2009 | Leeds  |

Langebaan
| Afstand         | Tijd    | Datum        | Plaats   |
| --------------- | ------- | ------------ | -------- |
| 50m schoolslag  | 30,47   | 9 juli 2009  | Montreal |
| 100m schoolslag | 1.05,74 | 9 juli 2009  | Montreal |
| 200m schoolslag | 2.20,12 | 30 juli 2009 | Rome     |